# Köpetdag Achgabat
Maillots
Le Futbol kluby Köpetdag Achgabat (en turkmène : Köpetdag Futbol Kluby, et en russe : футбольный клуб Копетдаг Ашхабад), plus couramment abrégé en Köpetdag Achgabat, est un club turkmène de football basé à Achgabat, la capitale du pays.
C'est le club emblématique du Turkménistan durant toute la période soviétique.

## Histoire

### Période Soviétique (1947-1991)
Sa meilleure place est 9e, en Division 2 en 1976. Il naviguait essentiellement entre la D2 et D3.

### Début dans le championnat du Turkménistan (1992-2008)
Il a gagné les quatre premiers championnats du Turkménistan indépendant. Il a disposé d'une équipe réserve, Dagdan Achgabat, qui a participé à plusieurs reprises au championnat de première division, en même temps que l'équipe première. 

### Refondation du club (depuis 2015)
Mis en faillite en 2008, il est recréé en 2015 sous la direction du ministère de l’Intérieur du Turkménistan qui décide de financer le Köpetdag Achgabat! Said Seyidov passé par le club au début des années 90 en tant que joueur est nommé au poste d’entraîneur et a pour but de ramener l’équipe au sommet.
Des débuts prometteurs pour ce nouveau Köpetdag qui fait son retour début 2016 en Yokari Liga, la première division du Turkménistan, après avoir remporté la deuxième division. Ce retour s'effectue seize ans après le dernier titre de champion du club et après sept ans d'absence au plus haut niveau.

## Historique du club
- 1947 : Fondation du club
- 2008 : Dissolution du club
- 2015 : Refondation du club
- 2016 : Titre de champion de D2 et promotion en première division

## Palmarès
| Compétitions nationales | Compétitions soviétiques                                    |
| --- | ----------------------------------------------------------- |
| - Championnat du Turkménistan (6) : - Champion : 1992, 1993, 1994, 1995, 1998 et 2000. - Vice-champion : 1996, 1999 et 2001. - Coupe du Turkménistan (7) : - Vainqueur : 1993, 1994, 1997, 1999, 2000, 2001 et 2018. - Finaliste : 1995, 2005, 2006 et 2020. - Supercoupe du Turkménistan : - Finaliste : 2019. - Championnat du Turkménistan D2 (1) : - Champion : 2015. | - Coupe de la RSS du Turkménistan (1) : - Vainqueur : 1992. |

## Entraîneurs du club
- Said Seýidow
- Tofik Şükürow